# Schildergasse

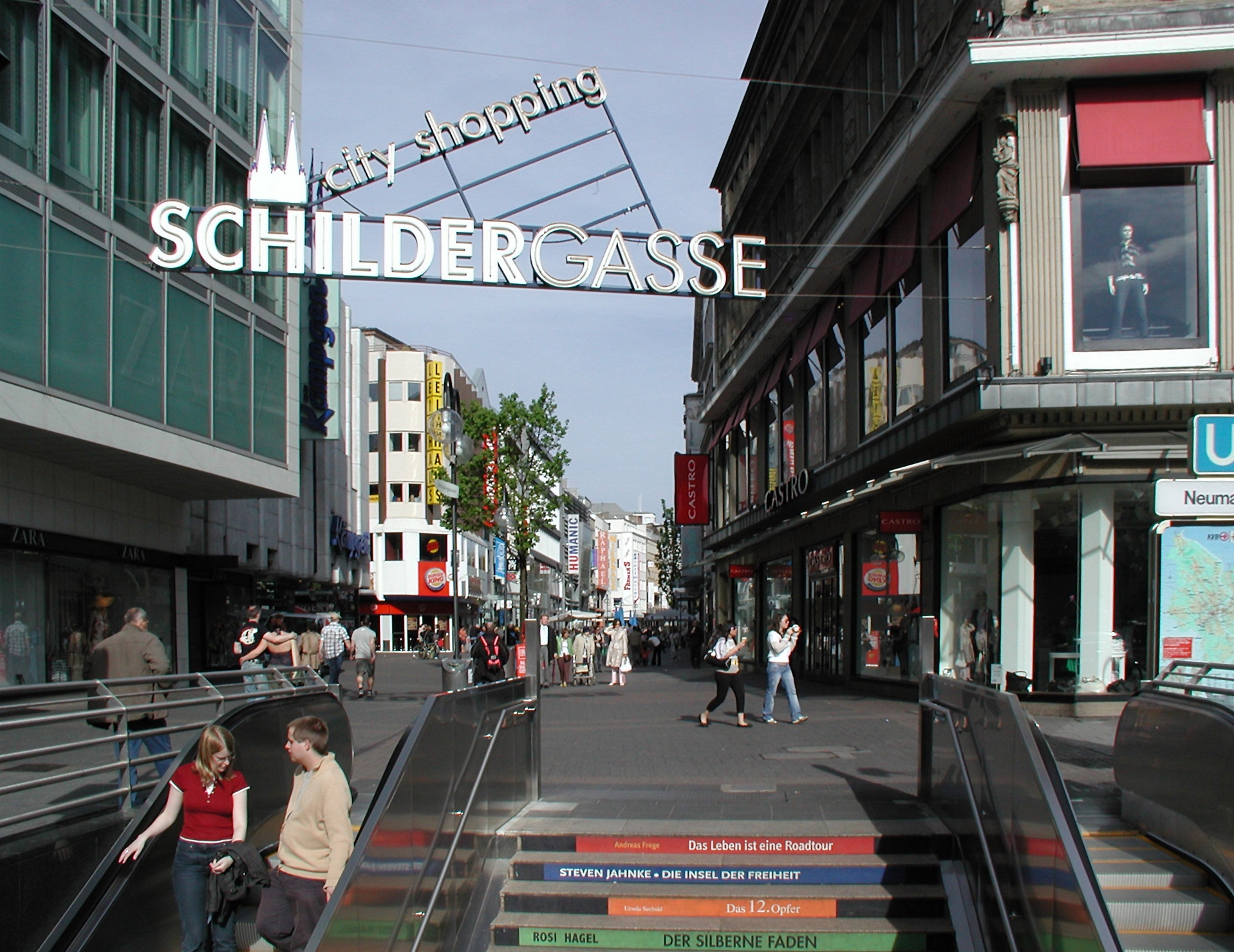
Neumarkt, Aufgang zur Schildergasse (2008)

Die Schildergasse ist eine Einkaufsstraße im Kölner Stadtteil Altstadt-Nord. Sie verläuft als Fußgängerzone in Ost-West-Richtung zwischen der Hohe Straße und dem Neumarkt und ist die zweitälteste Straße in Köln. 2023 lag die Schildergasse auf Platz fünf der meistfrequentierten Einkaufsstraßen in Deutschland.

## Lage
Die 534 Meter lange Schildergasse bildet zusammen mit der Hohe Straße die zentrale Fußgängerzone und das Einkaufszentrum Kölns. Sie beginnt am Neumarkt/Krebsgasse und endet an der Hohe Straße. Sie ist die älteste Einkaufsstraße Deutschlands. Durch die zentrale Stellung des Neumarkts als Knotenpunkt ist die Schildergasse zur wichtigsten Ost-West-Achse für Fußgänger geworden. In sie münden Ludwigstraße/An Sankt Agatha, Perlengässchen, Herzogstraße, Antonsgasse/Kreuzgasse, Krebsgasse und Zeppelinstraße. 
Die Anliegerstraßen der Schildergasse sind überwiegend nur kurze Verbindungen zu den parallel verlaufenden Straßen und waren somit in das Geschehen der Hauptstraße eingebunden. Das Kirchspiel des gesamten Viertels war wahrscheinlich St. Alban. Die Ruine Alt St. Alban, eine der ältesten Altstadtpfarrkirchen in Köln, befindet sich als Mahnmal zwischen dem Gürzenich und dem modernen Wallraf-Richartz-Museum. Die Schildergasse wird von der Stadtbahn Köln mit dem U-Bahnhof Neumarkt, Heumarkt und U-Bahnhof Appellhofplatz bedient. Ein Parkleitsystem zeigt dem Besucher freie Plätze an.

## Entstehungsgeschichte

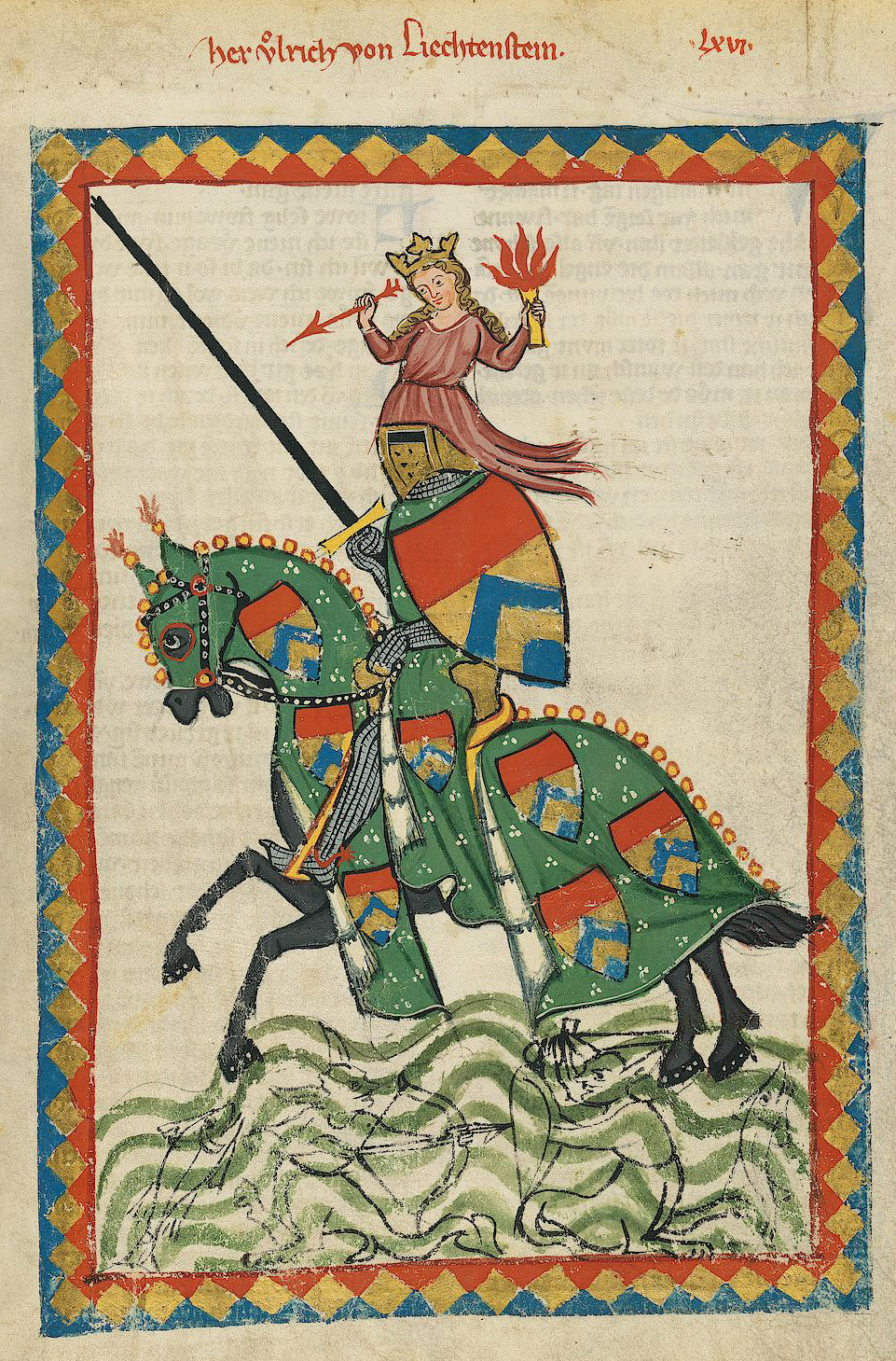
Ritter mit Schild (Codex Manesse)

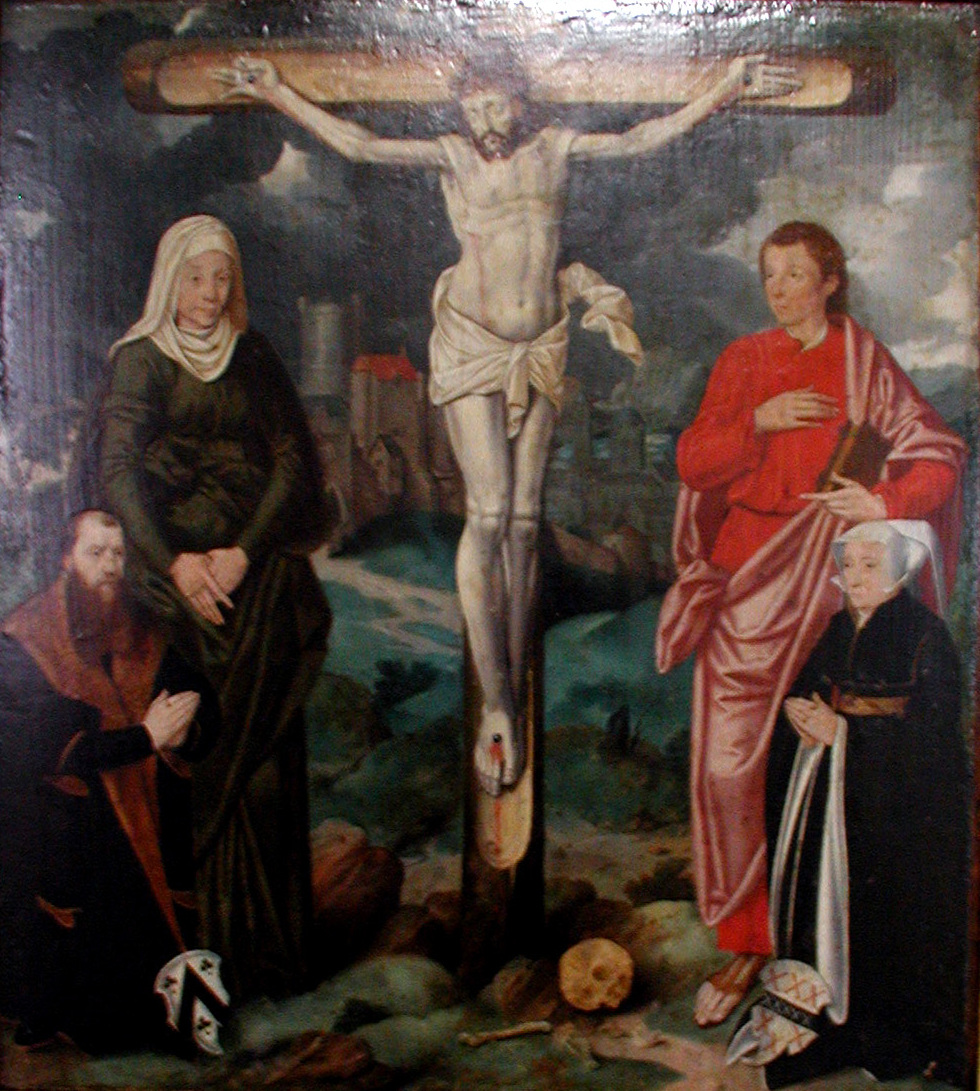
Altarbild des Hermann von Weinsberg, Bartholomäus Bruyn d. J. (s. Bildtext)

Der Ursprung der Schildergasse liegt in der Römerzeit. Ihr heutiger Verlauf orientiert sich am ehemaligen römischen Decumanus maximus (Ost-West-Achse), der Hauptstraße mit direkter Verbindung zum Cardo maximus (Nord-Süd-Achse), der heutigen Hohe Straße. Am Schnittpunkt beider lag das Forum, der zentrale römische Marktplatz. Die Schildergasse entwickelte sich im Laufe der Zeit von einer Wohnstraße mit Werkstätten zu einer Einkaufsstraße.

### Frühzeit und Mittelalter
Während die römische Vergangenheit der Hohe Straße gesichert ist, liegt die der Schildergasse im Ungewissen, da es auf letzterer nur spärliche Funde gab. Benannt ist sie nach den hier im Mittelalter ansässigen zahlreichen Schilder- und Wappenmalern. Bei den Bewohnern hieß sie „Schildergaß“ oder „Schildergazin“, bis ins Mittelalter auch lateinisch „platea clippeorum“. Im Mittelalter hieß sie „versus scildirgazin“ oder „versus scildirgassen“, 1797 tauchte erstmals ihr heutiger Name „in der Schildergasse“ auf. Hier wohnte noch im 14. Jahrhundert die Mehrzahl der Meister dieses Handwerks, in Nr. 15 (später Nr. 5992) lag ab 1452 das Gaffelhaus (Zunfthaus) der Wappenschildermaler und der Schneider.
Als einer der ersten Handwerker ist allerdings Brauer Bodo belegt, der seit 1255 mit seinem Brauhaus auf der Schildergasse residierte. Gobelin(us) de Merzenich besaß in Nr. 49/53 in einem 1218 erwähnten Privathaus („Hof Merzenich“) die älteste Hauskapelle im spätromanischen Stil. 1425 wurde dieser Hof – wohl das älteste Bauwerk der Straße – von dem Landadligen Friedrich von Stepproide bewohnt und um 1865 abgebrochen. Zwei weitere Häuser sind noch im ausgehenden 13. Jahrhundert belegt, und zwar Haus „Homburg“ aus dem Jahre 1286 (Nr. 40/42) und „Zum Thurm“ aus 1296 (Nr. 46).
Viele Nürnberger Maler hatten in der Straße ihren Wohnsitz und ihre Werkstätten, so auch Meister Eckard, der Maler. Er kaufte 1291 von Johann Overstolz zwei Reihenhäuser („unter einem Dache“) gegenüber der Hundsgasse („Hundisgasse“). Meister Walelm ist seit 1322 hier registriert, Meister Hagekinus besaß 1334 hier drei Häuser. Reinkinus (Reynardus Sturm zum Greifen – de grysone) erwarb 1328 hier sein erstes Grundstück, 1331 sein zweites; am 3. Juni 1371 belastete er sein Haus „zum Greifen“ mit einer Leibzuchtrente zugunsten Meister Wilhelm von Herle. Beide Reinkinus-Häuser gelangten nach dessen Tod 1380 kraft Gerichtsbeschluss (wohl im Rahmen einer Zwangsversteigerung) an den Hypothekengläubiger Heinrich von Langenberch.
Die beiden berühmtesten Kölner Maler, Stefan Lochner und Bartholomäus Bruyn der Ältere, wohnten zwar nicht direkt auf der Schildergasse, sondern In der Höhle 28 – der direkten Verlängerung zur Hohe Straße. Diese war die direkte Verlängerung der Schildergasse über die Hohe Straße bzw. über die Straße „Unter Wappensticker“ hinaus. Stefan Lochner kaufte das seit 1328 im Schreinsbuch registrierte Haus „zum Karbun(c)kel“ im Jahre 1444, musste aber bis September 1444 hierfür zwei Hypotheken aufnehmen; das Eigentum ging nacheinander auf die Maler Hans von Memmingen (1453), Bartel Bruyn der Ältere und der Jüngere über. Der Gobelin von Kriel erwarb 1273 in der Schildergasse/Ecke Herzogstraße das Haus „zur Gans“ und 1279 das Haus „zur Krone“ in der Nähe des Perlengässchens. Im Jahre 1322 wird der in der „platea clippeorum“ wohnende Bildhauer Meister Welterus erwähnt. Aller Wahrscheinlichkeit nach hat er die Apostelstatuen im Chor der Domkirche angefertigt.
Am 9. Oktober 1333 verpflichtete sich Konrad Jetze von seinem Haus in der Schildergasse zur jährlichen Zahlung an Vikare. Malermeister Heynkinus (Hennkinus) besaß 1334 drei Häuser in der Schildergasse. Johann Platvoys I. kaufte 1334 zwei Häuser auf der Schildergasse. Diese erbte 1361 sein Sohn und Maler Johann Platvoys II., der insgesamt 6 Häuser in dieser Straße erwarb, von denen er sukzessive Häuser wieder verkaufte, so etwa bereits am 30. Juni 1361 ein Haus an Ludowig von Lulstorp. Johann Platvoys III. erbte zwar keine Häuser von seinem Vater, da ihn dieser ausbezahlt hatte, er erwarb jedoch zwei Häuser in der Schildergasse, als seine Frau diese von ihrem Vater erbte. Heydenrich von Lintlo nannte ein Haus in Neumarktnähe sein Eigen, das er 1305 dem Maler Philipp als Erbpacht verkaufte. Maler Gerhard Rüschbier erwarb 1338 vom Ritter Mathias von Spiegel eines von 4 Häusern in der Schildergasse zur Erbpacht, das er 1348 an die Schwestern Irmengardis und Greta von Crychten abtrat.
Hermann Wynrich von Wesel – einer der vermögendsten Kölner Handwerker jener Zeit – erwarb am 30. August 1378 die Erbanteile an einem Haus von Meister Wilhelm von Herle durch Heirat von dessen Witwe Jutta. Maler Gobelin von Stumbele (Stommeln) war bis zum 4. Januar 1387 Eigentümer des Anwesens Haus „Königstein“, 1393 erwarb Gobelin ein weiteres Haus vom Minoriten Franko von Lyskirchen, doch musste Gobelin es am 29. Januar 1396 wegen Zahlungsrückständen an die Minoriten zurückübertragen. Wynand Groene erwarb 1351 von der Witwe des Ritters Mathias von Spiegel eine Haushälfte, die andere erwarb er am 6. Oktober 1362.
Das Haus Mirweiler („Myrweilre“) in Nr. 96 (später: 4927) gehörte zunächst wahrscheinlich „Constantin von Lyskirchen zu Mirweiler“, der mit diesem Namenszusatz im Jahr 1378 als ein Mitglied der weitverzweigten Familie Lyskirchen Bürgermeister war. Danach hatte es 1395 der Patrizierfamilie des Ritter Heinrich von Spiegel zu Rodenberg gehört. Lambert von Luytge erwarb dieses Haus am 10. September 1491. Bis 1496 stand es im Eigentum von Dietrich Lüninck (Kanzler des Herzogs von Jülich und Berg), der es in jenem Jahr dem städtischen Brauamt verkaufte. Haus Mirweiler (oder „Tafelrunde“) fungierte seither als Zunfthaus der Brauer („domus tribunitia braxatorum“). Bis 1494 diente ein auf der heutigen Kreuzung Cäcilienstraße/Nord-Süd-Fahrt gelegenes Haus für die Brauzunft. 
Unter dem Wappen der Brauer, einem mit Maischgabel und einer Malzschüppe bemalten Schild, wurden dort jeweils am Dreikönigstag (nach den Statuten des Zunftbriefes von 1497) die beiden Zunft- oder Gaffelmeister gewählt. Um 1612/13 wurde das Haus erweitert und der große Zunftsaal im Stil der Renaissance umgestaltet. Die Ausstattung des Saales war schlicht, er war mit einfachen blanken Holztischen und Bänken möbliert und hatte einen mit Delfter Platten verzierten Kachelofen. Der Wandschmuck bestand aus den Porträts der Bannerherren und einem Bild des Patrons der Zunft, Peter von Mailand.
Maler Clais Stoultze kaufte am 4. Mai 1467 die erste Hälfte des Hauses „Zum Thurm“ (zom Thurne) von Gutgin von Bonn, am 22. Januar 1472 die andere Hälfte von Johann von Siberg. Das komplette Areal verkaufte er 1475 an Johann von Berchem. 1482 erwirbt Stoultze das Haus „zum Roissgyn“ von Bernhart von Gnaitstat. Nach Meister Clais‘ Tod erbte am 30. Januar 1505 dessen Tochter Metzgin das Haus.
Die wohlhabende Goldschmiede- und Kaufmannsfamilie Adolf Rinck (1472–1541) kaufte dem Kölner Kreuzherren Hermann Kneyart zwei Häuser („zum großen und kleinen Kneyart“ aus der Mitte des 13. Jahrhunderts; Nr. 74/76) ab und errichtete auf dem Areal 1513 den bürgerlichen Prachtbau „zum goldenen Ring“ mit einer großen gewölbten Halle (1910 abgerissen). Die Patrizierfamilie Rinck machte 1513 das Anwesen zu ihrem Stammsitz. Haus „Königstein“ (Kunincksteyn) wurde 1464 durch Hermann Rinck (starb 1541) erworben und ab 28. Juli 1513 neu erbaut. Bürgermeister Johann Rinck wohnte seit 1510 im Haus „Königstein“ (Nr. 24) mit einer 1511 geweihten Kapelle (beide 1894 abgebrochen). Letzter Besitzer war die Familie Franz Everhard Bourel (Maler und Zeichner). Das Wohnhaus des Brauers Johann Oeckhoven (Nr. 117; Ecke Neumarkt) entstand vor 1588, ab 9. Mai 1594 wurde es neu erbaut.
Nicasius Hackeney erwarb am 7. März 1507 den Hof Heydenrich von Johann von Berchem und im Dezember 1508 das Nachbargrundstück in der Nähe des Neumarkts und ließ hier 1508 rasch ein Haus errichten, das „kaiserlicher Hof“ oder „Caesaris palatium“ genannt wurde. Hierin übernachtete Kaiser Karl V. am 29. Oktober 1520 und 5. Januar 1531. Johann Jakob Merlo trug dazu bei, die Richmodis-Sage zu bekräftigen, denn die Familie Hackeney besaß hölzerne Pferde, die oft an den Söllerfenstern ihres Anwesens zu sehen waren; auch das Familienwappen zeigte (mindestens) ein schreitendes weißes Pferd. Beide Tatsachen dienten wohl als – fehlerhafter – Deutungsversuch dieser Sage. Es gab eine Verbindung zwischen den Familien Hackeney und Aducht, denn Theodorich Hackeney hatte das Anwesen der ausgestorbenen Familie Aducht übernommen und Sohn Nicasius überlassen.
Nach dem Ratsprotokoll vom 30. April 1612 lieferte die Stadt an den Bannerherrn der Zunft und ehemaligem Bürgermeister und Bierbrauer Peter Oeckhoven (Nachfahre des Brauers Johann Oeckhoven) Bauholz für das neue Gaffelhaus der Brauer in der Schildergasse Nr. 96, das 1862 verkauft und 1927 abgebrochen wurde.

#### Klöster
Auch Klöster zogen in diese Straße ein. Beginen erhielten durch Testament das Haus „Irr(e)gang“, in welchem sie 1286 ihren Konvent errichteten. Antoniter („Antoniter-Herren“) siedelten sich im gleichnamigen, am 21. Dezember 1298 gegründeten Kloster an. Sie wurden 1288 von Erzbischof  Wigbold von Holte nach Köln berufen. Die Brüder Heinrich und Ludwig „von der Schildergassen“ (Kreuzherren-Orden) erhielten am 5. April 1309 zum Zwecke der Errichtung eines Klosters von Gudelinde Hardevust vier Häuser in der Schildergasse (Nr. 84) zur Erbpacht. Die Kreuzbrüder-Kirche entstand 1737 in der Streitzeuggasse (heute Kreuzgasse und Brüdergasse), sie wurde 1808 abgebrochen. Im Juli 1637 folgte die Grundsteinlegung des Klarissenklosters „zu den heiligen Schutzengeln“ an der Schildergasse/Krebsgasse, Kirche und Hochaltar werden am 14. September 1662 konsekriert.
Die an der Westseite des Kaufhofkomplexes von der Schildergasse zur Cäcilienstraße führende kleine Straße An St. Agatha war der Standort des Klosters gleichen Namens. Gegründet wurde es um 1313 von einem Orden der Augustinerinnen, ab dem Jahr 1459 waren in seinen Mauern Benediktinerinnen. Die Aufhebung des Konventes erfolgte 1802 durch die Säkularisation.

#### Antoniterkirche

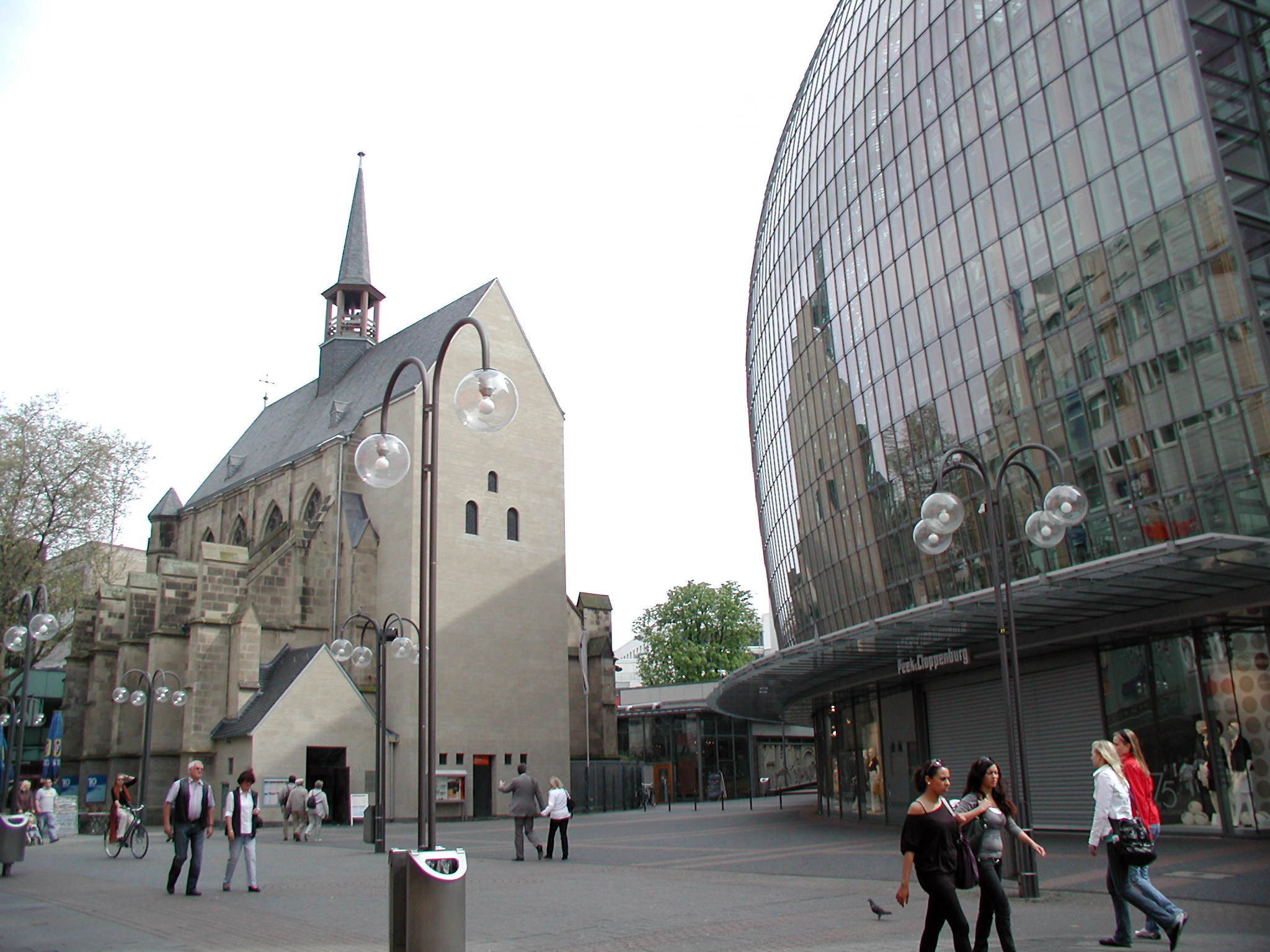
Antoniterkirche und Weltstadthaus

Kurz nach 1250 siedelte sich an der von der Schildergasse nach Süden abgehenden Antonitergasse die Gemeinschaft der Sackbrüder an, die die Regeln der Augustinereremiten befolgten. Die Antoniterkirche (Nr. 57) entstand aus dem ehemaligen, am 21. Dezember 1298 gegründeten Antoniterkloster, dessen Terrain 1350 bis auf die Schildergasse erweitert wurde. 1350 begann man mit dem Bau der neuen Klosterkirche St. Antonius. Die gotische, querschifflose Gewölbebasilika ist das einzige Relikt des einstigen Klosters mit zahlreichen Gebäuden, 1380 vollendet und 1384 durch Erzbischof Friedrich III. von Saarwerden geweiht. Sie wurde während der Franzosenzeit auf Anordnung von Napoleon Bonaparte am 21. Juni 1802 den Protestanten überlassen und ist heute ein Hort der Ruhe inmitten der turbulenten Einkaufsstraße.

#### Verlauf
Bis zum Anfang des 15. Jahrhunderts erstreckte sich die Schildergasse auch über einen Teil der heutigen Hohe Straße bis Obenmarspforten/Brückenstraße. Nachdem im Jahre 1397 die Wappensticker als Zunft Anerkennung gefunden hatten, erhielt dieser Teil den Namen „Unter Wappensticker“. In der Kölner Stadtansicht von 1570 verzeichnet Arnold Mercator den Verlauf der „Schildergaß“ bis „Onder Wappensticker“, die bis zur „Bruck straiß“ noch „Schildergaß“ heißt. Die heutige Hohe Straße hatte noch keinen einheitlichen Straßennamen, sondern hieß ab der Brückenstraße damals „Onder Spormachern“ und „An der gulder wagen“ (An den Güldenwagen). Den einheitlichen Namen erhielt sie erst 1813 nach der Abschaffung der französischen Straßennamen.

### Gründerzeit

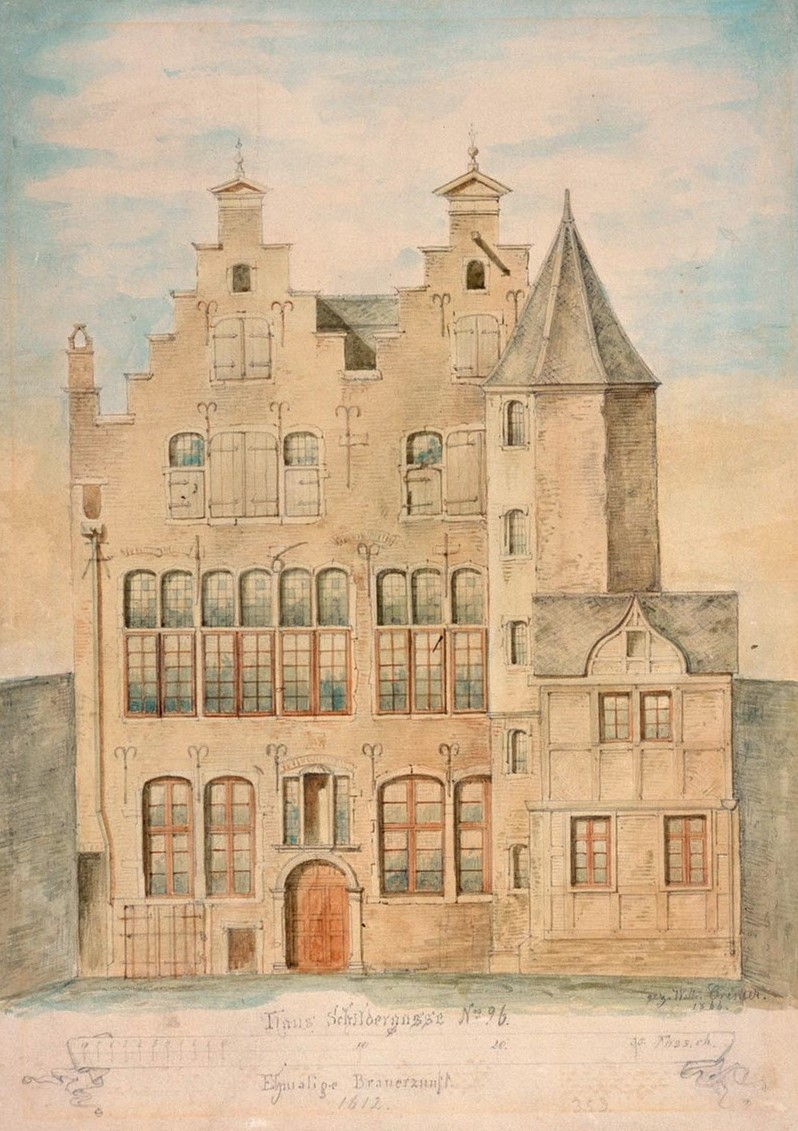
Schildergasse 97 – Zunfthaus der Brauer (von Wilhelm Cremer, 1866)
Schildergasse/Ecke Hohe Straße 63 – Geschäftshaus Feinhals (1890)
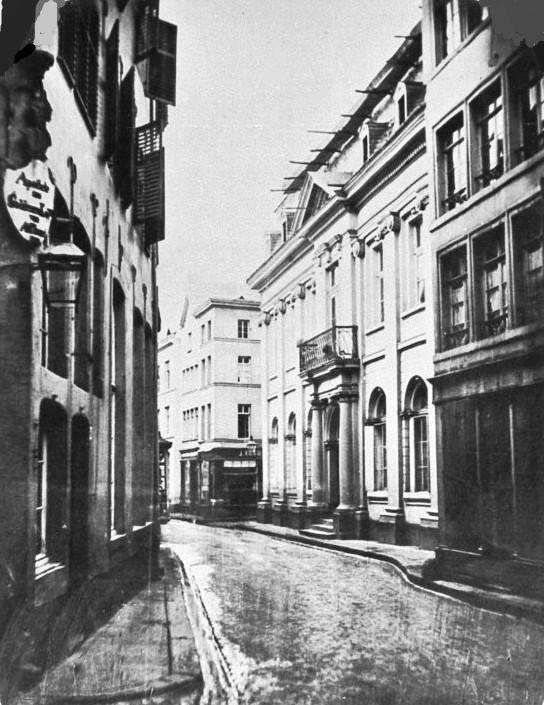
Schildergasse 84 – altes Polizeipräsidium (erbaut 1808), links Antonsgasse mit „Apotheke zum goldenen Kopf“ (um 1900)
Schildergasse 122 – Polizeipräsidium (1912)
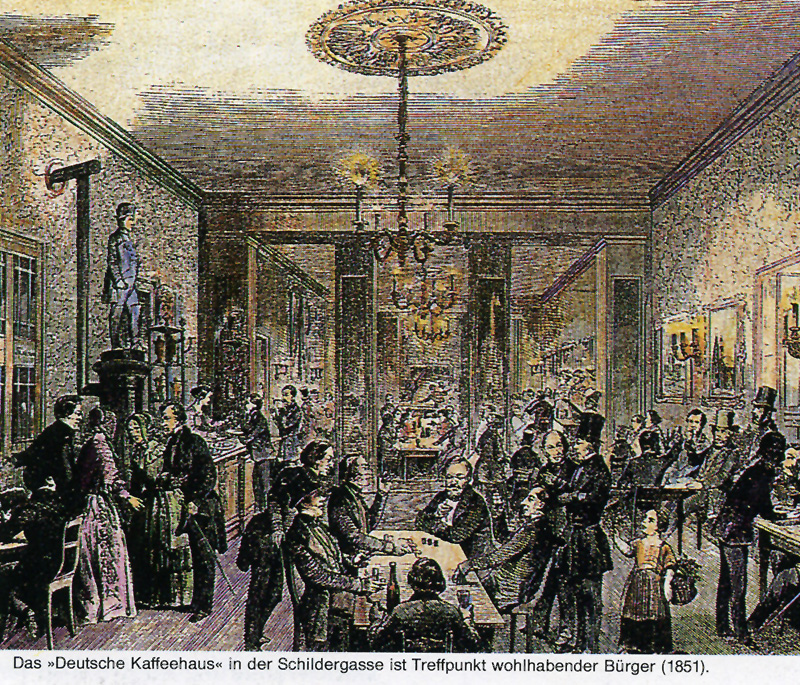
Schildergasse 49 – Café Royal
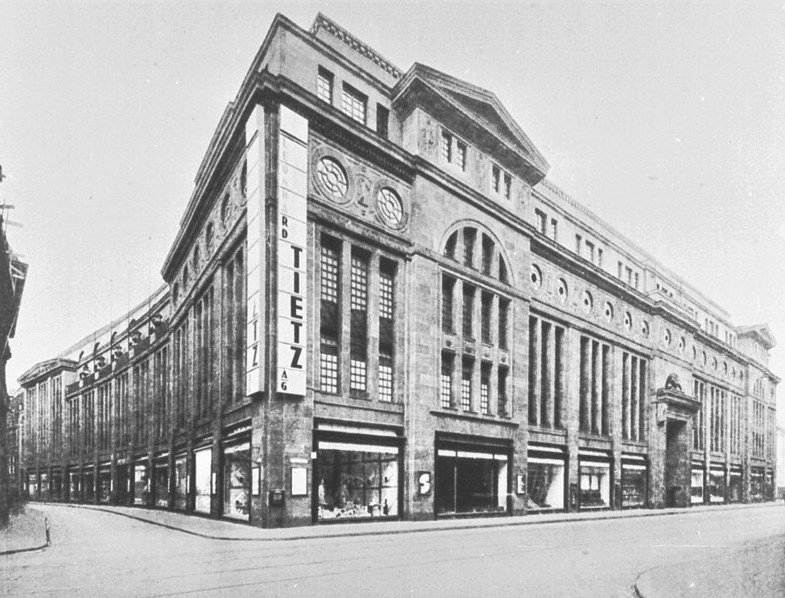
Schildergasse/Hohe Straße – Kaufhaus Leonhard Tietz erbaut 1912–1914

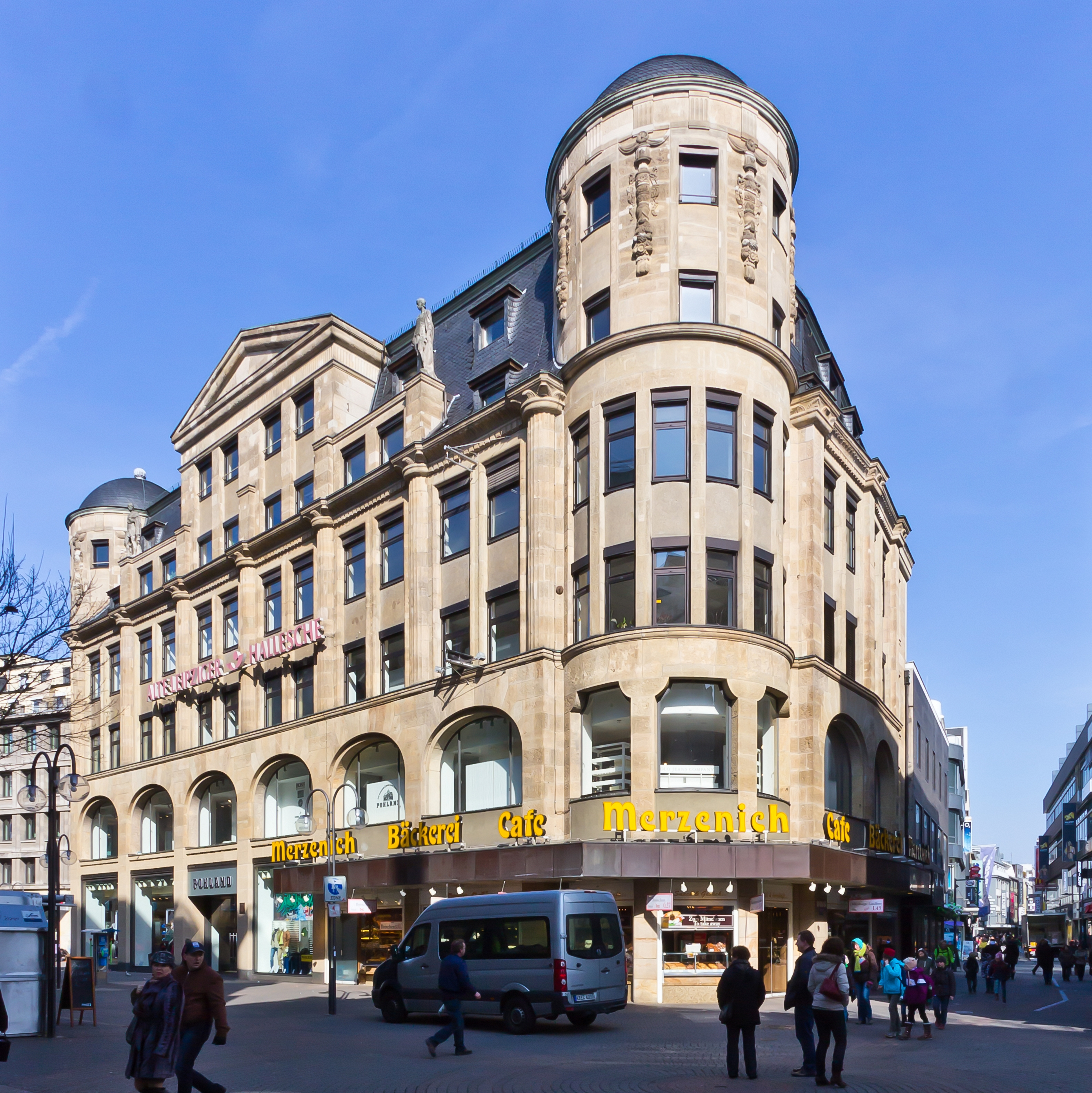
Schildergasse 1–9 – Palatium

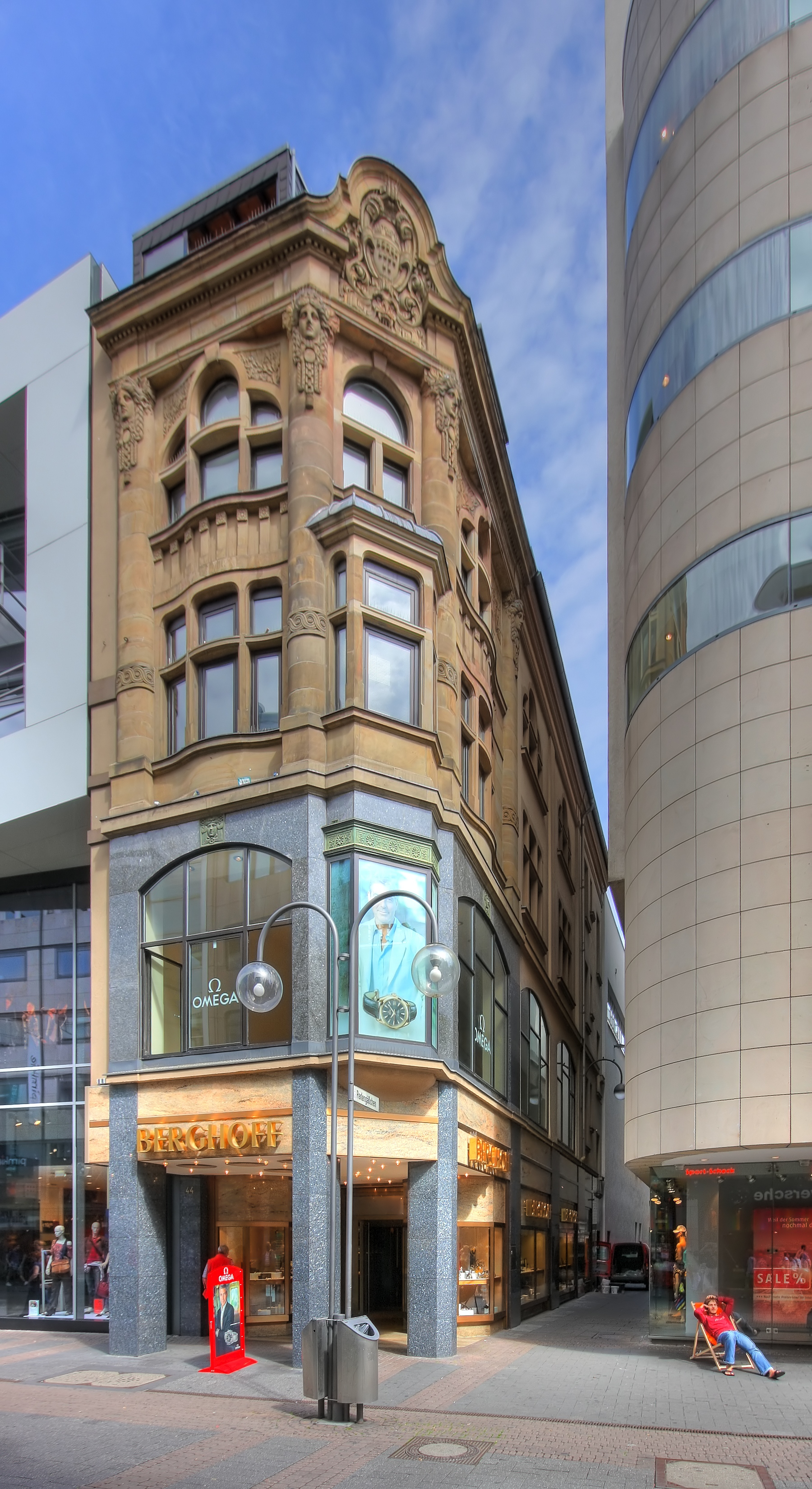
Schildergasse 44 – Haus Schierenberg

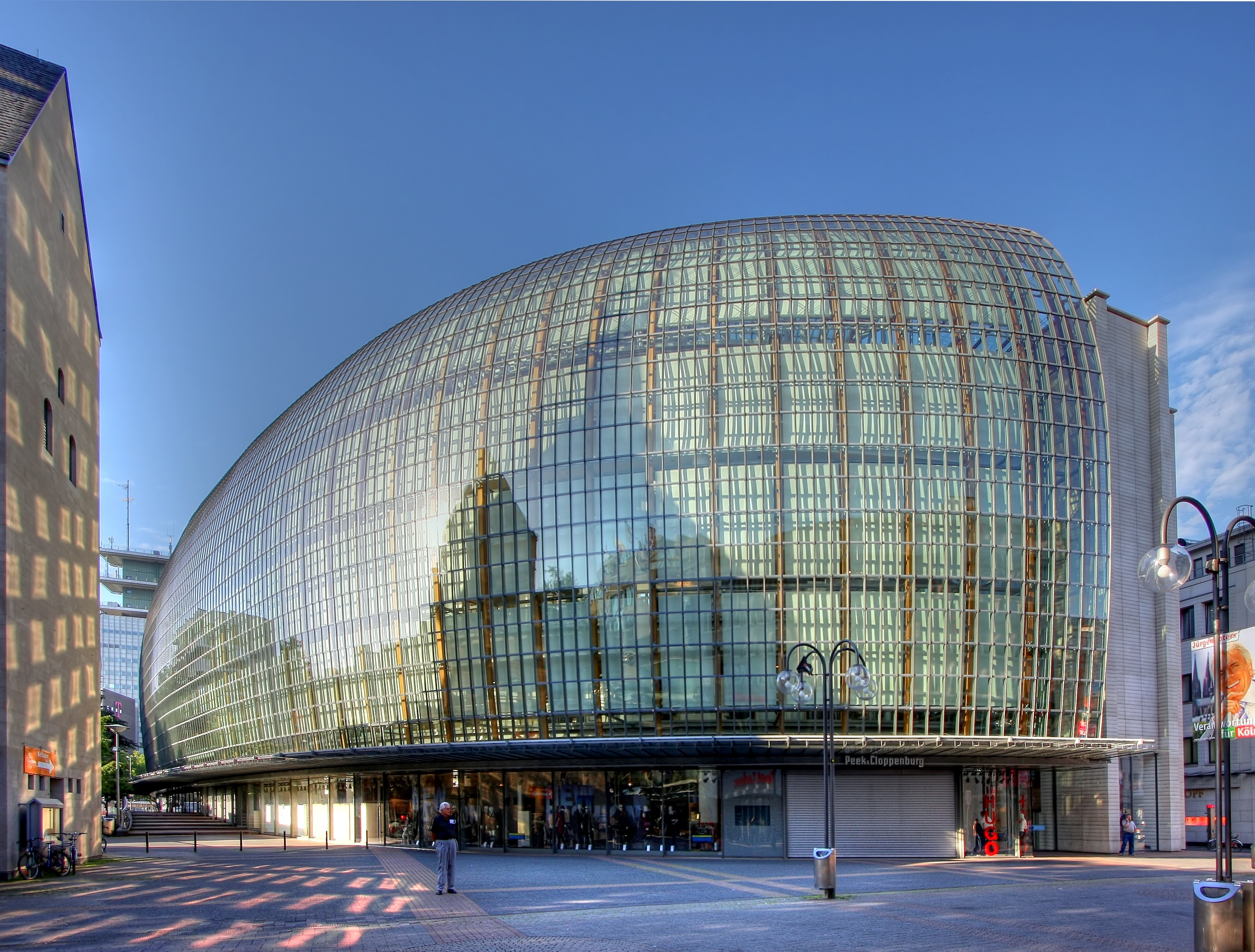
Schildergasse 65–67 – Weltstadthaus

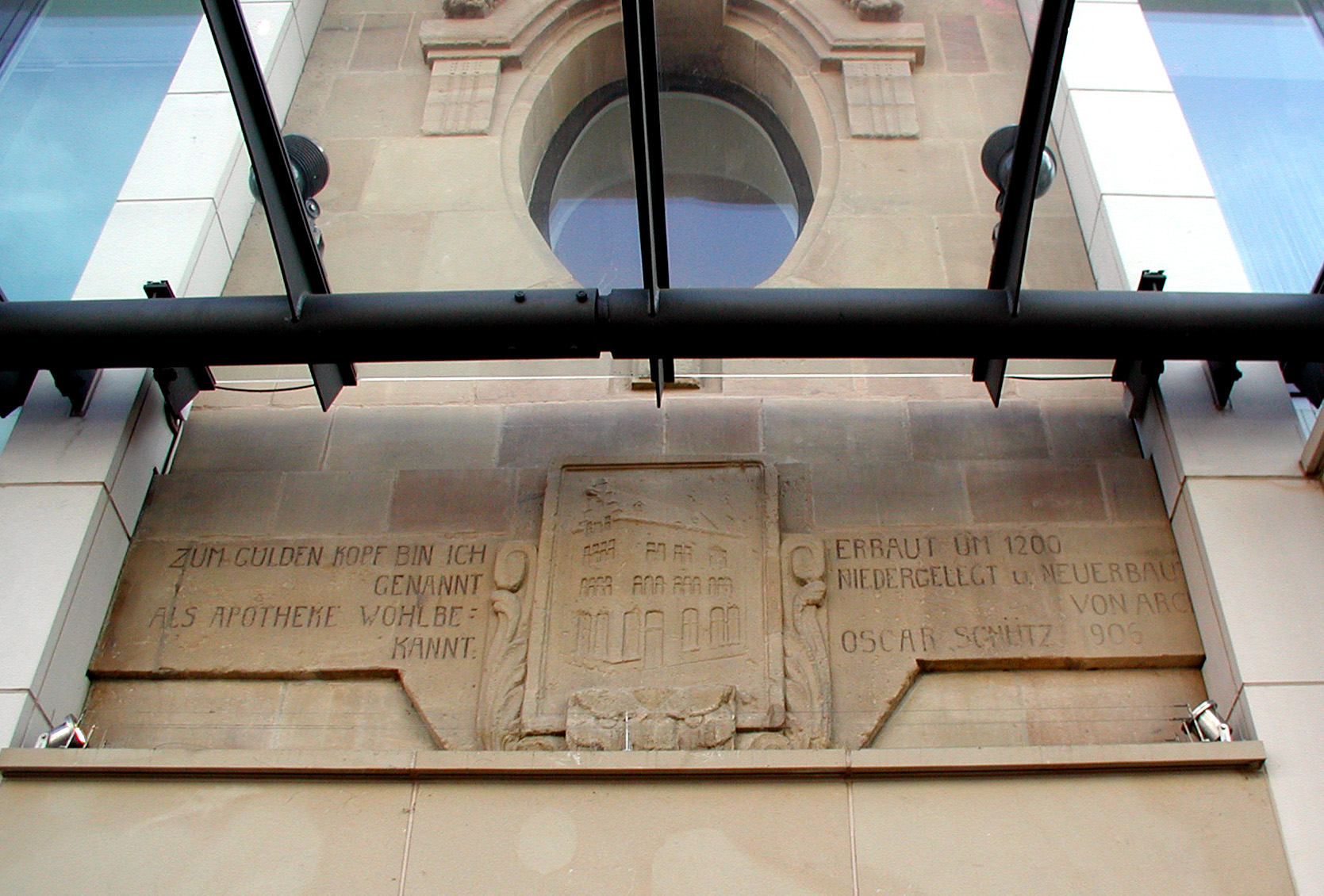
Schildergasse 69 – Haus Goldkopf

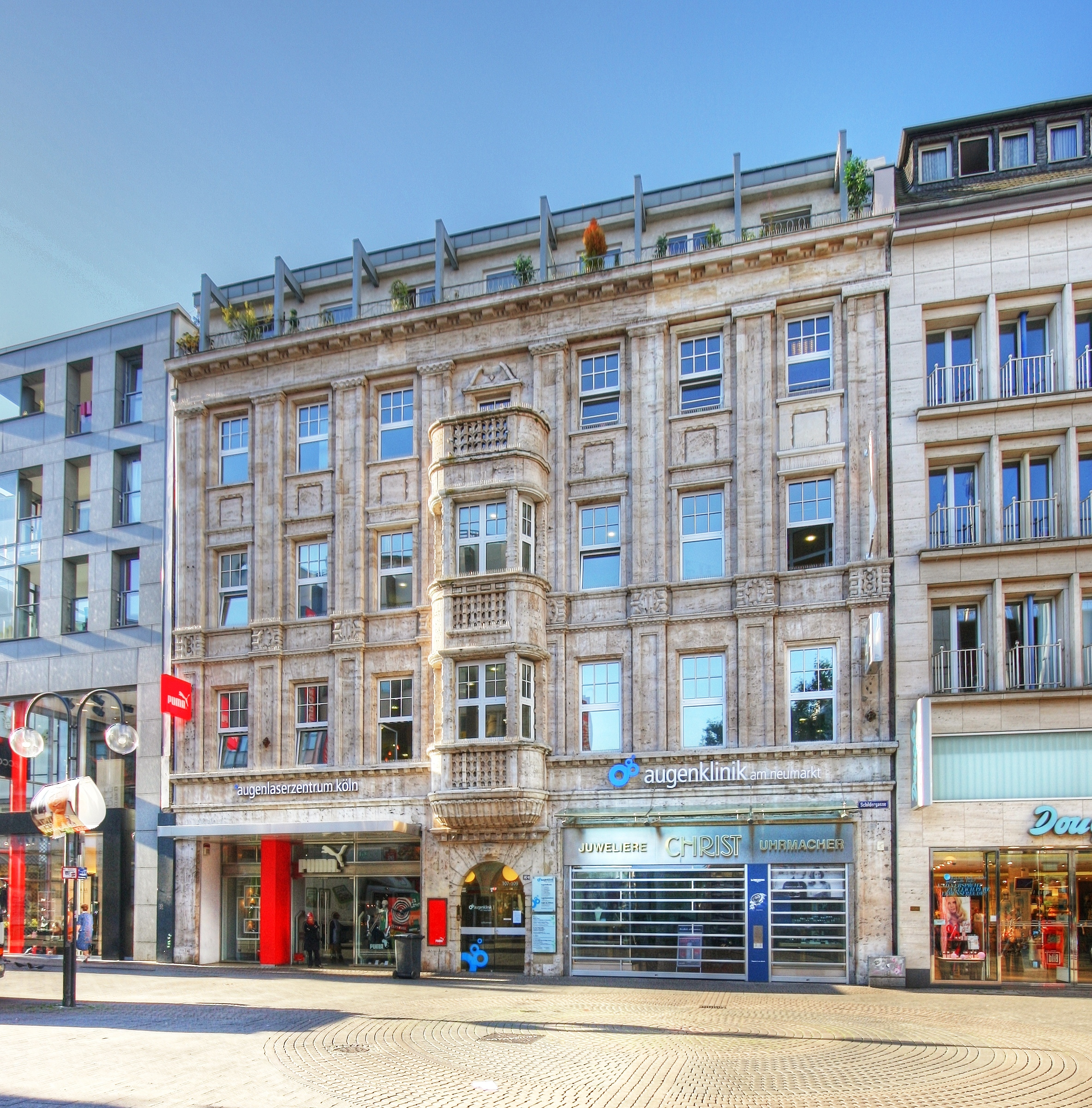
Schildergasse 107–109 – Geschäftshaus

Am 30. Januar 1743 wird die „Musicalische Academie“ in der Schildergasse gegründet. Während der Franzosenzeit zog Napoleon Bonaparte am 13. September 1804 vom Eigelstein kommend über die Marzellenstraße, Hohe Straße und Schildergasse und bezog im Blankenheimer Hof (Schildergasse/Neumarkt 4) Quartier, der 1914 abgerissen wurde. In dieser Zeit durften alle Kölner Straßen ab 1. Januar 1813 nur noch die französischen Namen des „Itinéraire de Cologne“ tragen; die Schildergasse hieß fortan „rue des peintres“ (Straße der Maler). Nach Kölns erstem Gefängnis am Weidenbach folgte das für 320 Gefangene vorgesehene „Rheinische Arrest- und Correctionshaus“ an der Ecke Schildergasse/Krebsgasse, für welches man das dortige ehemalige Klarissenkloster umbaute. Im Oktober 1801 richtete die französische Verwaltung in dem ehemaligen Klarissenkloster ein „Civilgefängniss“ (Nr. 122) ein, dessen Umbauarbeiten durch den Maurermeister Johann Botz und dem Blechschläger Alexander Hiltorf vorgenommen wurden. Daraus entstand seine Volksbezeichnung „die bleche Botz“ (die blecherne Hose). Es wurde zwischen 1846 und 1848 zum Frauengefängnis („Weiberanstalt“) umgebaut; offiziell hieß es „Königliche Straf- und Besserungsanstalt für weibliche Gefangene“. Berühmteste Insassin war Sophie von Hatzfeldt, die nach ihrer Verhaftung am 20. Mai 1849 zwei Monate hier verbrachte. Durch die Säkularisation verschwand auch der Klosterkomplex der Kölner Kreuzbrüder, in dessen zur Schildergasse als Nr. 84 hinausragender Teil nach Entwürfen von Jakob Ignaz Hittorff 1817 das Polizeipräsidium einzog. Im Jahre 1828 entstand in Nr. 96 eine Armenschule für 400 Kinder. „Spielwaren Feldhaus“ wurde 1842 durch Peter Wilhelm Feldhaus in Nr. 46 gegründet und war mit 70000 Artikeln das zweitgrößte Spielwarenfachgeschäft in Deutschland; es schloss im April 2006.
Im Zuge der Erschließung der Schildergasse als städtische Flanierstraße hatte der Kölner Schokoladenfabrikant Franz Stollwerck im Dezember 1847 das „Café Royal“ in Nr. 49 mit berühmten Gästen wie Karl Marx und Friedrich Engels errichtet und später zu einem Vaudeville-Theater mit 400 Plätzen umgerüstet. Ab Januar 1848 wurden auch in Köln Wirtshäuser oder öffentliche Säle zu wichtigen Orten der politischen Willensbildung im Rahmen der Märzrevolution. Beliebte Versammlungslokale rheinischer Demokraten waren damals neben dem Stollwerckschen Saal auf der Schildergasse noch der Eisersche Saal und der Harffsche Saal. Am 20. März 1848 fand im „Café Royal“ eine Volksversammlung statt, auf der eine „Volksrepräsentation“ und „Volksbewaffnung“ gefordert wurde. Im Zuge der Märzrevolution wurde am 1. April 1848 das „Café Royal“ in „Deutsches Kaffeehaus“ umbenannt. Hier im Café gründete sich auch die „Demokratische Gesellschaft“, die neben dem Arbeiterverein eine der wichtigsten Organisationen während der Revolutionsereignisse in Köln war. Es brannte jedoch bereits am 14. März 1849 aus ungeklärten Gründen ab. 
Schon im November 1849 entstand an gleicher Stelle ein neues Theater, das später den Namen Thalia-Theater erhielt. Es diente als Interimstheater, nachdem das Stadttheater in der Glockengasse am 22. Juni 1859 abgebrannt war. Das Theater war die zweitwichtigste Kölner Bühne, die 1882 in Wilhelmtheater umbenannt und 1888 abgebrochen wurde. Im Juni 1864 eröffnete Ernst Leybold sein Hauptgeschäft in einem für 23.350 Taler von ihm erworbenen Neubau in Nr. 96a/Brüderstraße 3–5, wo er mit der Eigenfertigung für pharmazeutische Geräte begann. Ferdinand Schmitz errichtete 1883/84 ein Geschäftshaus in Nr. 58 aus rotem Mainsandstein und Cordeler Sandstein. In Nr. 24 wurde 1894 die Hauskapelle Rinck abgerissen.
In Nr. 69 lag zunächst ein zwischen 1569 und 1613 von Johann Haerhausen errichtetes Backhaus, in dem 1688 die „Apotheke zum goldenen Kopf“ entstand. Hubert Birrekoven wurde im Jahre 1688 erster Besitzer der Apotheke „Zum Goldenen Kopf“. Er übernahm das Haus in der Schildergasse und gründete die Apotheke. Apotheker Emil Dovifat sen. erwarb sie 1895, das Haus wurde 1906 abgebrochen. Nach Wiederaufbau ging aus ihr 1963 die „Goldkopf-Parfümerie“ hervor. In Nr. 11 wohnte nach dem Kölner Adressbuch von 1855 der Mitinhaber des Bankhauses J. H. Stein, Heinrich Stein jun.

### Neuzeit

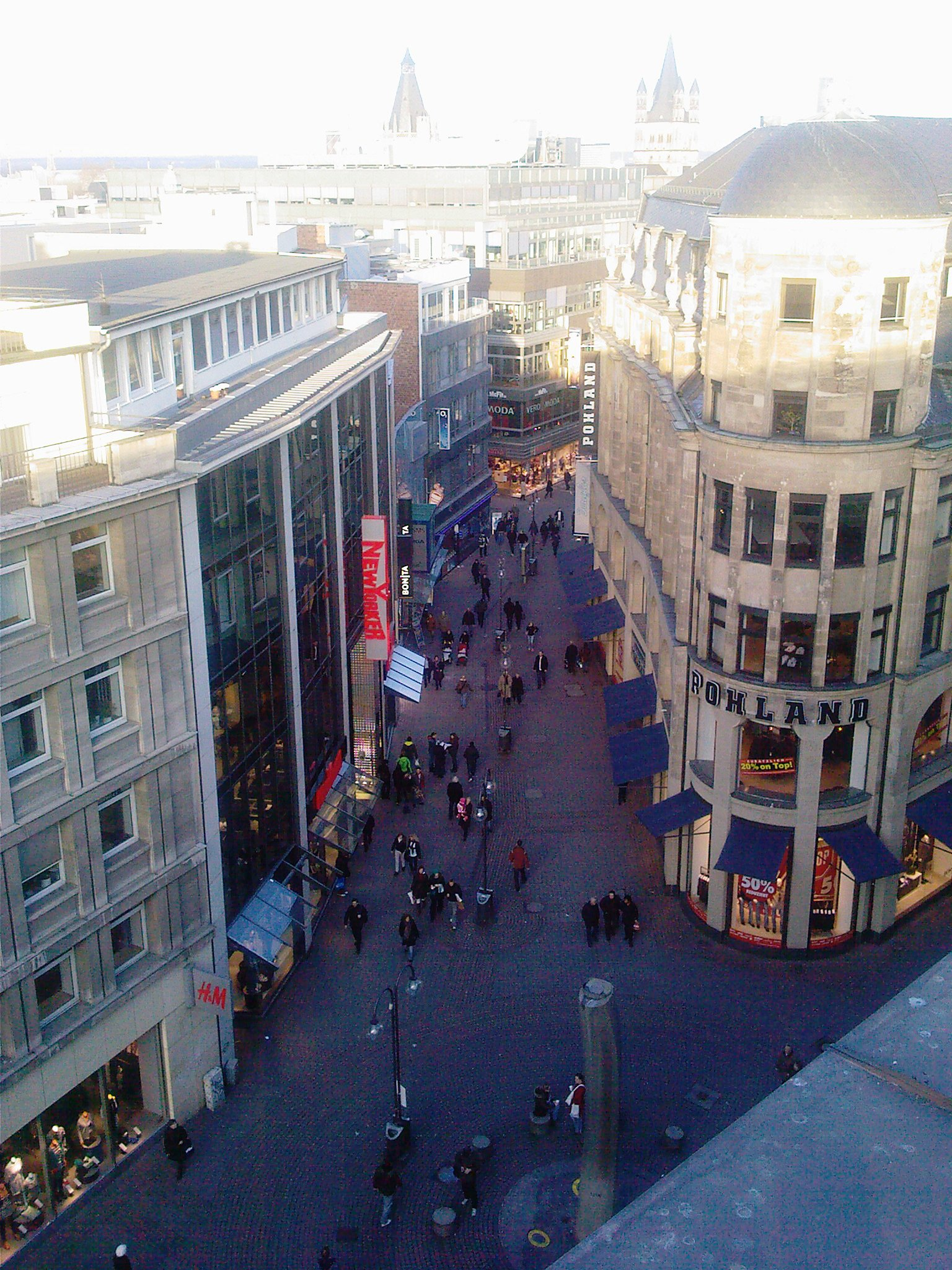
Endstück der Schildergasse Richtung Hohe Straße

Das Café Riese in Nr. 103 begann 1901 mit Rudolf Riese auf der Hohe Straße 53 als Wilhelm Esser Nachfolge GmbH, er zog 1911 auf die Schildergasse und führte das Geschäft bis 1963, als die Familie Zorn das Traditionsunternehmen übernahm. Ab 15. April 1902 befuhr die elektrische „Lindenthalbahn“ auch die Schildergasse. Ab 1907 erfolgte eine Verlegung der Strecke Neumarkt-Dom, wobei die Teilstrecke über die Schildergasse ausgespart blieb. 1910 beschloss die Stadtverwaltung die Verlängerung der Schildergasse bis zum Heumarkt, von Stadtplaner Carl Rehorst mit einem Straßendurchbruch von der Gürzenichstraße zur Schildergasse umgesetzt. Die Dominanz der Schildergasse wurde mit diesem Durchbruch noch gesteigert. Der Durchbruch ermöglichte 1914 die Errichtung des Geschäftshauses Palatium in Nr. 1–5 auf dreieckigem Grundriss mit städtebaulicher Dominanz von Wilhelm Kreis.
Architekt Kreis baute auch das gegenüberliegende ehemalige Kaufhaus Tietz, das am Schnittpunkt von Schildergasse und Hohe Straße (Nr. 41–53) lag und am 7. April 1914 eröffnet wurde. Das im Klassizismus errichtete Kaufhaus war das größte und modernste Warenhaus Europas jener Zeit und erregte Aufsehen und Bewunderung in ganz Europa. Sein imposantes Interieur wurden im Krieg zerstört, nur die Fassade blieb erhalten. Nach dem Wiederaufbau zog Kaufhof hier ein, die 1957 einen Erweiterungsbau einweihen konnten. Das 1894 erbaute Haus Schierenberg (Nr. 44) ist nach seinem Architekten Heinrich Schierenberg benannt, es wurde ab 1950 wiederaufgebaut und 1992/1993 restauriert.
Auf der Schildergasse siedelten sich mehrere Kinos an; als erstes Kölner Kino kam 1906 der Weltkinematograph (Nr. 72/74), 1907 das Biophon-Theater (Nr. 70) und 1910 die Apollo-Lichtspiele (Nr. 34). Zwischen 1907 und 1945 gab es das neoromanische Polizeipräsidium mit hochragendem Turm an der Stelle der 1904 abgebrochenen „bleche Botz“, es wurde durch den letzten Bombenangriff auf Köln am 2. März 1945 völlig zerstört. Während der Zeit des Nationalsozialismus diente das Gebäude bis 1935 gleichermaßen der regulären Polizei sowie der Gestapo, die dann erst ihr separates Dienstgebäude im EL-DE-Haus bezog. Das Haus Hindenburg in Nr. 113–117 ist ein neoklassizistisches Wohn- und Geschäftshaus nach Plänen des Architekten Hermann Eberhard Pflaume am Ende der Schildergasse, das im Februar 1915 fertiggestellt war.
Während des Nationalsozialismus wurden zahlreiche Bewohner der Schildergasse verfolgt und ermordet. Der Arisierung fielen etliche Häuser der Straße anheim: Nr. 2–6, 20/22, 26, 28, 31–35, 39, 51/53, 55, 59, 65/67, 76, 78/80, 81, 82, 84a, 88 und 93. Der Vernichtung der Juden folgte der Krieg, die Zerstörung der Stadt und auch die der Schildergasse.
Ab 1961 begann man mit der Unterführung der Schildergasse durch die Nord-Süd-Fahrt in Höhe der Antoniterkirche. Die Einweihung dieses Teilstücks erfolgte am 1. September 1962 in Höhe des Tunnels unterhalb der Cäcilienstraße durch den damaligen Oberbürgermeister Theo Burauen. Am 23. Februar 1966 erklärte die Stadt die gesamte Schildergasse zur ersten Fußgängerzone Kölns; der anstelle der Fahrrinne neu verlegte Plattenbelag wurde eigens für die Schildergasse hergestellt. Diese Maßnahme stellte sich als umsatzfördernd heraus. Als die Hohe Straße am 29. September 1967 ebenfalls zur Fußgängerzone erklärt wurde, entstand mit 1417 Metern eine der längsten autofreien Einkaufsmeilen Deutschlands.

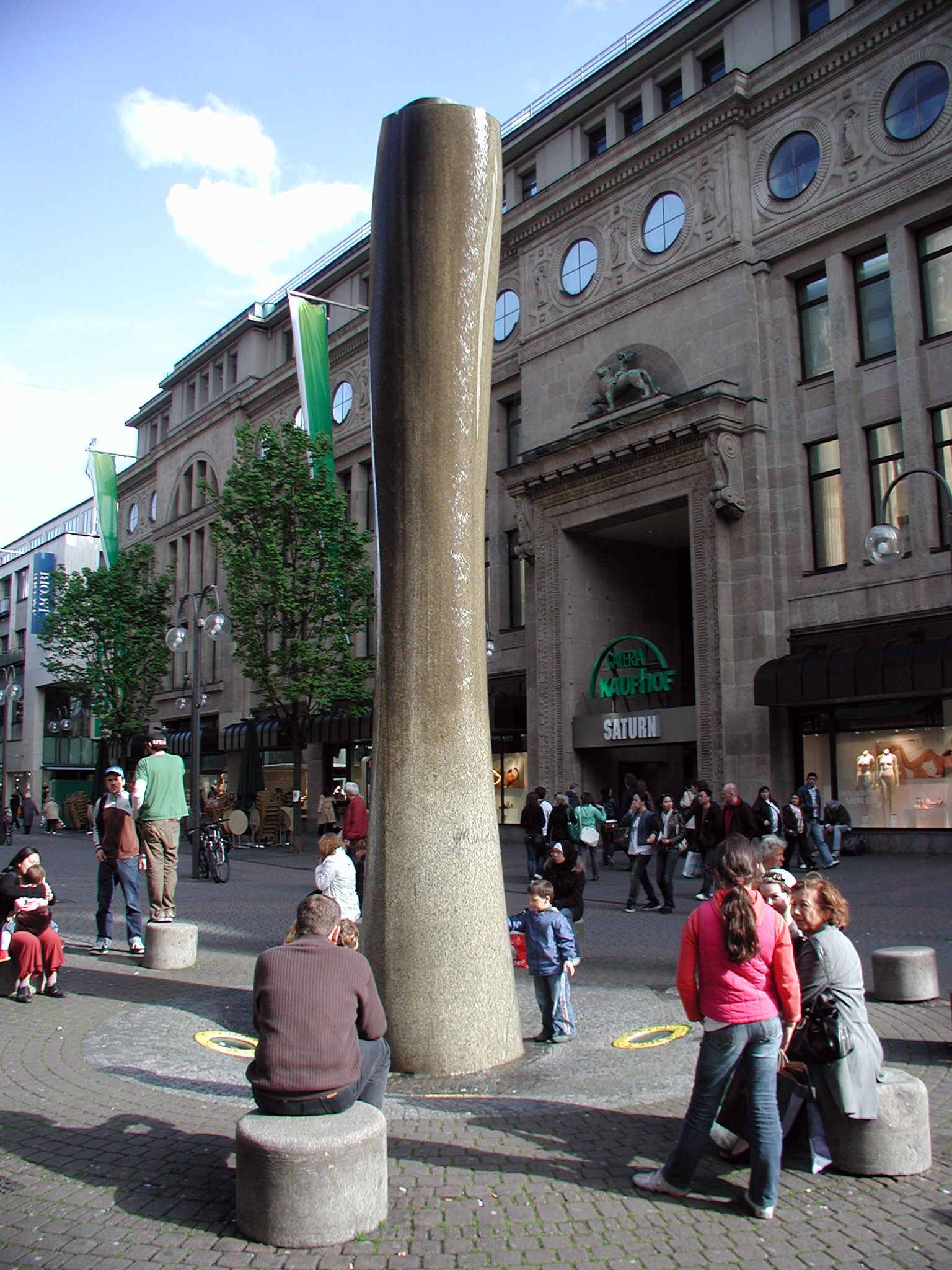
Bierbrunnen in der Schildergasse

Der am 6. Mai 1972 eingeweihte sechs Meter hohe Bierbrunnen ist eine Reminiszenz an das ehemalige Zunfthaus der Bierbrauer. Das am 7. September 2005 eröffnete Weltstadthaus in Nr. 65–67 umfasst eine Verkaufsfläche von 14.400 m² bei einer Länge von 130 m und einer Breite von 60 m.
Heute befinden sich auf der Schildergasse sowohl die Filialen großer Einzelhandels- und Modegeschäfte als auch Boutiquen, Fachgeschäfte und Gastronomie aller Genres. Daraus entwickelte sich ein sehr hoher Filialisierungsgrad von 90,8 %. Der Charakter als Einkaufsstraße zeigt sich auch im Rückgang der Wohnbevölkerung. 1910 hatte die Schildergasse nur noch 58 % der Bevölkerung von 1890 (Hohe Straße 53 %, Breite Straße 74 %).

## Bedeutung
Die Schildergasse weist in Köln den höchsten Anteil an gewerblichen Großflächen auf. Etwa 40 % der Läden bieten über 500 m² Verkaufsfläche, etwa 33 % liegen sogar bei über 1.000 m². Dieses Flächenangebot macht die Schildergasse zu einer der gefragtesten Einkaufsstraßen in Deutschland. Der  Branchenmix zeigt, dass Textilien mit 60 % des Flächenanteils führen, gefolgt von Schuhanbietern mit 22 %. Fast 75 % der Immobilien sind in privater Hand, es folgen Versicherungen (9 %) sowie Eigennutzer und offene Immobilienfonds (je 7 %; 2008). Die Schildergasse lag 2023 auf Platz fünf der meistfrequentierten Einkaufsstraßen Deutschlands.